# G.726
G.726 とは、ADPCM音声コーデックのITU-T勧告であり、音声を 16kbit/s、24kbit/s、32kbit/s、40kbit/s のレートで転送する規格である。G.721（32kbit/s ADPCM 規格）と G.723（24kbit/s、40kbit/s ADPCM 規格）の後継として策定された。G.726 では新たに 16kbit/s のレートを定義している。G.726 の4種類のレートは、標本のビットサイズで参照されることが多く、順に2ビット、3ビット、4ビット、5ビットである。
最もよく利用されるモードは 32kbit/s である。これは G.711 の半分のレートなので、利用可能なネットワーク容量が100%増加する。主に国際電話網で使われている。DECTコードレス電話規格でも標準コーデックとして採用しており、キヤノンのデジタルカメラの一部機種でも利用している。

## 歴史
G.721 は1984年に登場し、G.723 は1988年に登場した。G.726 は1990年に、これらの後継として登場した。
G.727 は G.726 と同時に導入された規格でビットレートも重なっているが、PCME (Packet Circuit Multiple Equipment) 向けに最適化されている。そのため、2ビット量子化器を3ビット量子化器に埋め込むといった方法が採用されている。音声信号に影響することなく、ビットストリームから最下位ビットをドロップしてもよいようになっている。

## 特徴
- サンプリング周波数: 8 kHz
- ビットレート: 16kbit/s、24kbit/s、32kbit/s、40kbit/s
- フレーム長はパケット化の際に決定（10ms で 80 サンプルが典型的なフレーム長）
- アルゴリズムによる遅延は 0.125ms（先読み遅延を含まない）
- ADPCM方式
- G.711のアルゴリズムの計算量を1とすると、G.726の計算量は10（G.729a は 15）
- 理想的条件でのPSQM（音質評価法の一種）の平均オピニオン評点は 4.30（G.726、32kbit/s）。ちなみに G.711（μ-law）では 4.45 である。
- ネットワーク負荷条件下でのPSQMの平均オピニオン評点は 3.79（G.726、32kbit/s）。ちなみに G.711（μ-law）では 4.13 である。
- 40kbit/s の G.726 では 1200bit/s 以下のモデム信号を転送でき、32kbit/s の G.726 では 2400bit/s 以下のモデム信号を転送できる（理想的コーデックより品質低下することを許すなら 4800bit/s まで対応可能）。